# Stefano Mazzi
Stefano Mazzi (15 de septiembre de 1966) es un deportista italiano que compitió en tiro con arco, en la modalidad de arco compuesto.
Ganó dos medallas en el Campeonato Mundial de Tiro con Arco en Sala, en los años 2003 y 2005. Además, obtuvo una medalla en el Campeonato Europeo de Tiro con Arco al Aire Libre de 2004 y tres medallas en el Campeonato Europeo de Tiro con Arco en Sala, en los años 2004 y 2006.

## Palmarés internacional
| Campeonato Mundial en Sala       | Campeonato Mundial en Sala | Campeonato Mundial en Sala | Campeonato Mundial en Sala |
| Año                              | Lugar                      | Medalla                    | Prueba                     |
| -------------------------------- | -------------------------- | -------------------------- | -------------------------- |
| 2003                             | Nimes (Francia)            | Medalla de bronce          | Equipo                     |
| 2005                             | Aalborg (Dinamarca)        | Medalla de plata           | Equipo                     |
| Campeonato Europeo al Aire Libre |                            |                            |                            |
| Año                              | Lugar                      | Medalla                    | Prueba                     |
| 2004                             | Bruselas (Bélgica)         | Medalla de bronce          | Equipo                     |
| Campeonato Europeo en Sala       |                            |                            |                            |
| Año                              | Lugar                      | Medalla                    | Prueba                     |
| 2004                             | Sassari (Italia)           | Medalla de oro             | Equipo                     |
| 2004                             | Sassari (Italia)           | Medalla de plata           | Individual                 |
| 2006                             | Jaén (España)              | Medalla de plata           | Equipo                     |